# Stringa eterotica
In fisica teorica, una stringa eterotica è un misto o ibrido peculiare di una stringa bosonica e di una superstringa. Viene detta eterotica per l'origine greca dell'etimo Heterosis, cioè ibrido.

## Proprietà principali
Le teorie delle stringhe eterotiche sono basate su un ibrido particolare di superstringa tipo I e stringa bosonica. Vi sono due tipi di stringhe eterotiche che differiscono riguardo al gruppo di gauge deca-dimensionale: la stringa eterotica E8×E8 e la stringa eterotica SO(32). (Il nome di eterotica SO(32) è lievemente impreciso riguardo ai gruppi di Lie SO(32) perché la teoria dà origine a un quoziente di Spin(32)/Z2 che non è equivalente a SO(32).)
Nella tabella seguente vengono riassunte tutte le principali proprietà delle stringhe.
| Tipo     | Dimensioni | Dettagli |
| -------- | ---------- | --- |
| Bosonica | 26         | Solo bosoni, nessun fermione, quindi solo forze, niente materia, sia stringhe chiuse che aperte; incongruenza maggiore: una particella con massa immaginaria, chiamata tachione                                |
| I        | 10         | Supersimmetria tra forze e materia, con stringhe sia aperte che chiuse, nessun tachione, gruppo simmetrico SO(32)                                                                                              |
| IIA      | 10         | Supersimmetria tra forze e materia, solo stringhe chiuse, nessun tachione, fermioni privi di massa con spin in entrambe le direzioni (non-chirali)                                                             |
| IIB      | 10         | Supersimmetria tra forze e materia, solo stringhe chiuse, nessun tachione, fermioni privi di massa con spin in un'unica direzione (chirali)                                                                    |
| HO       | 10         | Supersimmetria tra forze e materia, solo stringhe chiuse, eterotiche, cioè le stringhe che si muovono verso destra differiscono da quelle che si muovono a sinistra, nessun tachione, gruppo simmetrico SO(32) |
| HE       | 10         | Supersimmetria tra forze e materia, solo stringhe chiuse, eterotiche, cioè le stringhe che si muovono verso destra differiscono da quelle che si muovono a sinistra, nessun tachione, gruppo simmetrico E8×E8  |

### Testi divulgativi
- Particelle,stringhe e altro di Warren Siegel, Di Renzo Editore (2008), ISBN 88-8323-204-6.
- L'Universo Elegante di Brian Greene, Einaudi (2000), ISBN 88-06-15523-7.
- La Trama del Cosmo di Brian Greene, Einaudi (2004), ISBN 88-06-18091-6
- La Materia-Specchio di Robert Foot, Macro Edizioni (2005) ISBN 88-7507-448-8
- Un Universo Diverso di Robert Laughlin, Codice Edizioni (2006) ISBN 88-7578-033-1
- Il Cervello Quantico di Jeffrey Satinover, Macro Edizioni (2002) ISBN 88-7507-408-9
- Il Giardino delle Particelle di Gordon Kane, Tea Edizioni (1997) ISBN 88-502-0125-7
- Il Paesaggio Cosmico: Dalla teoria delle stringhe al megaverso di Leonard Susskind, Adelphi (2006), ISBN 88-459-2153-0
- Neanche sbagliata. Il fallimento della teoria delle stringhe e la corsa all'unificazione delle leggi della fisica. di Peter Woit, Codice Edizioni, (2007) ISBN 88-7578-072-2
- Rischiare con Dio (dopo Einstein) di Antonino Palumbo, Edizioni Scientifiche Italiane, (2006), ISBN 88-495-1257-0
- L'Unificazione della Conoscenza di Antonino Palumbo, Edizioni Scientifiche Italiane, (2008), ISBN 978-88-495-1745-3

### Manuali
- Michael Green, John Schwarz and Edward Witten, Superstring theory, Cambridge University Press (1987). Il libro di testo originale.
  - Vol. 1: Introduction, ISBN 0-521-35752-7.
  - Vol. 2: Loop amplitudes, anomalies and phenomenology, ISBN 0-521-35753-5.
- Johnson, Clifford, D-branes, Cambridge University Press (2003). ISBN 0-521-80912-6.
- Joseph Polchinski, String Theory, Cambridge University Press (1998). Un testo moderno.
  - Vol. 1: An introduction to the bosonic string, ISBN 0-521-63303-6.
  - Vol. 2: Superstring theory and beyond, ISBN 0-521-63304-4.
- Zwiebach, Barton.  A First Course in String Theory.  Cambridge University Press (2004).  ISBN 0-521-83143-1.  Sono disponibili correzioni  online.